# Памятник Стефану Великому (Кишинёв)
Памятник молдавскому господарю Стефану III Великому (рум. Ştefan cel Mare) — один из главных памятников Кишинёва и один из символов Республики Молдова.

## История
Памятник правившему Молдавией с 12 апреля 1457 года по 2 июля 1504 года господарю Молдавии Стефану Великому установлен у главного входа в парк Стефана Великого со стороны Площади Великого Национального Собрания, на бульваре им. Штефана чел Маре, в Кишинёве.
Стефан III изображён в короне и богатом одеянии молдавского господаря. Материалом для постамента послужил камень из деревни Косоуцы Сорокского района.
В 1923 году скульптору Александру Плэмэдялэ было предложено разработать проект памятника Стефану Великому. За основу для работы над портретом скульптор взял миниатюру, датированную 1475 годом, найденную им в Хуморском монастыре (на территории современной Румынии), изображение на которой считалось написанным с натуры.
В 1927 году памятник был отлит в бронзе и установлен в одном из старейших парков Кишинёва (ныне парк «Стефана Великого»). Архитектурное оформление монумента было выполнено по проекту Е. А. Бернардацци.
В 1940 году один из яростных поклонников Стефана Великого среди румынских генералов настоял на том, чтобы памятник сняли и перевезли в Румынию. Монумент был установлен в городе Васлуй, возле церкви святого Иоанна, построенной некогда Стефаном Великим. В Кишинёве пьедестал памятника был взорван.
В 1942 году памятник вернули Кишинёву, а в 1944 году снова отправили в Румынию. В 1945 году его обнаружила по чистой случайности торчащим из под снега в лесопарке ученица А. Плэмэдялэ скульптор К. С. Кобизева. Она сообщила об этом полковнику Ворошилову. Вскоре памятник отправили в Кишинёв. 23 июня 1945 года обсуждался вопрос о восстановлении памятника. Он был одним из первых объектов, восстановленных в послевоенном Кишинёве.